# Combinata nordica ai XXII Giochi olimpici invernali
Nella combinata nordica ai XXII Giochi olimpici invernali si sono disputate tre gare, riservate agli atleti di sesso maschile: due gare individuali, dal trampolino normale e dal trampolino lungo, e la gara a squadre dal trampolino lungo.
La distanza della frazione di fondo delle gare individuali è pari a 10 km, mentre per la staffetta a squadre i quattro combinatisti percorrono 5 km ciascuno.

## Calendario
| Uomini |  |  |  | Trampolino normale |  |  |  |  |  | Trampolino lungo |  | Gara a squadre |  |  | 3 |
| Totale |  |  |  | 1                  |  |  |  |  |  | 1                |  | 1              |  |  | 3 |

## Podi

### Uomini
| Evento                        | Oro                                                              | Tempo   | Argento                                                              | Tempo   | Bronzo                                                               | Tempo   |
| Trampolino normale (dettagli) | Eric Frenzel                                                     | 23'50"2 | Akito Watabe                                                         | 23'54"4 | Magnus Krog                                                          | 23'58"3 |
| Trampolino lungo (dettagli)   | Jørgen Graabak                                                   | 23'27"5 | Magnus Moan                                                          | 23'28"1 | Fabian Rießle                                                        | 23'29"1 |
| Gara a squadre (dettagli)     | Norvegia Jørgen Graabak Håvard Klemetsen Magnus Krog Magnus Moan | 47'13"5 | Germania Eric Frenzel Björn Kircheisen Fabian Rießle Johannes Rydzek | 47'13"8 | Austria Christoph Bieler Bernhard Gruber Lukas Klapfer Mario Stecher | 47'16"9 |

## Medagliere
| Pos.   | Paese    |   |   |   | Totale |
| ------ | -------- | - | - | - | ------ |
| 1      | Norvegia | 2 | 1 | 1 | 4      |
| 2      | Germania | 1 | 1 | 1 | 3      |
| 3      | Giappone | 0 | 1 | 0 | 1      |
| 4      | Austria  | 0 | 0 | 1 | 1      |
| Totale | Totale   | 3 | 3 | 3 | 9      |